# آبی (ترانه وی)
«آبی» (انگلیسی: Blue) ترانه‌ای از خواننده اهل کره جنوبی، وی از بی‌تی‌اس برای نخستین آلبوم او، توقف میان راه است. این ترانه در ۸ سپتامبر ۲۰۲۳ توسط بیگ هیت میوزیک منتشر شد.

## جدول‌های موسیقی
| جدول (۲۰۲۳)                             | بالاترین جایگاه |
| --------------------------------------- | --------------- |
| فردش ترانه‌های دیجیتال کانادا (بیلبورد)  | ۲۲              |
| ۲۰۰ آهنگ جهانی (بیلبورد)                | ۸۹              |
| ژاپن (۱۰۰ آهنگ داغ بیلبورد ژاپن)        | ۱۰۰             |
| تک‌آهنگ‌های دیجیتال ژاپن (اوریکون)        | ۱۳              |
| کره جنوبی (گائون)                       | ۱۴۴             |
| ترانه‌های دیجیتال ایالات متحده (بیلبورد) | ۱۲              |